# Bare (gmina Šavnik)
Bare (cyr. Баре) – wieś w Czarnogórze, w gminie Šavnik. W 2011 roku liczyła 254 mieszkańców.